# 리아 제프리스
리아 제프리스(Leah Jeffries, 2009년 9월 25일 ~ )는 미국의 배우이다.

## 출연 작품

### 영화
- 비스트 (2022)

### 텔레비전
- 엠파이어 (2015)
- 퍼시 잭슨과 올림포스의 신들 (2023-) - 애나베스 체이스 역